# Sesia rhynchioides
Sesia rhynchioides là một loài côn trùng trong họ Sesiidae. Loài này được Butler miêu tả khoa học đầu tiên năm 1881.
Đây là loài gây hại của cây Castanea mollissima, phát triển phổ biến ở Trung Quốc.